# Rhinoppia bulanovae
Rhinoppia bulanovae är en kvalsterart som först beskrevs av Kulijev 1962.  Rhinoppia bulanovae ingår i släktet Rhinoppia och familjen Oppiidae. Inga underarter finns listade i Catalogue of Life.